# Saison 1 de Rizzoli and Isles
Chronologie
Saison 2
Cet article présente le guide des épisodes de la première saison de la série télévisée américaine Rizzoli and Isles.

## Distribution

### Acteurs principaux
- Angie Harmon (VF : Juliette Degenne) : Détective  Jane Rizzoli
- Sasha Alexander (VF : Ariane Deviègue) : Dr Maura Isles
- Lee Thompson Young (VF : Raphaël Cohen) : Détective Barold « Barry » Frost
- Jordan Bridges (VF : Fabrice Fara) : Francesco « Frankie » Rizzoli Junior
- Bruce McGill (VF : Vincent Grass) : inspecteur Vince Korsak
- Lorraine Bracco (VF : Maïk Darah) : Angela Rizzoli

### Acteurs récurrents
- Chazz Palminteri (VF : Philippe Dumond) : Frank Rizzoli Senior[1] (4 épisodes)
- Brian Goodman (en) (VF : Didier Cherbuy) :Lieutenant Sean Cavanaugh (3 épisodes)
- Darryl Alan Reed (VF : Serge Faliu) : Rondo (2 épisodes)
- Billy Burke (VF : Pierre Tessier) : Gabriel Dean (2 épisodes)
- Michael Massee (VF : David Kruger) : Dr « Doctor » Charles Hoyt (2 épisodes)
- Donnie Wahlberg : Joe Grant (2 épisodes)
- John Doman (VF : Patrick Floersheim) : Patrick « Paddy » Doyle (1 épisode)

## Épisodes

### Épisode 1:L'Apprenti
- États-Unis : 12 juillet 2010 sur TNT
- France : 10 janvier 2011 sur TPS Star
- Québec : 10 février 2012 sur Séries+

- États-Unis : 7,553 millions de téléspectateurs[2]

Deux femmes que tout oppose, Jane Rizzoli, détective à poigne à la brigade criminelle de Boston, et Maura Isles, médecin légiste introvertie, s'unissent pour résoudre des meurtres.

### Épisode 2:L'Étrangleur de Boston
- États-Unis : 19 juillet 2010 sur TNT
- France : inconnu sur TPS Star
- Québec : 17 février 2012 sur Séries+

- États-Unis : 7,272 millions de téléspectateurs[3]

### Épisode 3:Le Diable au corps
- États-Unis : 26 juillet 2010 sur TNT
- France : inconnu sur TPS Star
- Québec : 24 février 2012 sur Séries+

- États-Unis : 6,548 millions de téléspectateurs[4]

### Épisode 4:Frais de scolarité
- États-Unis : 2 août 2010 sur TNT
- France : inconnu sur TPS Star
- Québec : 2 mars 2012 sur Séries+

- États-Unis : 6,612 millions de téléspectateurs[5]

- Crystal Reed : Natalie

### Épisode 5:Les Frères ne se tuent pas
- États-Unis : 9 août 2010 sur TNT
- France : inconnu sur TPS Star
- Québec : 9 mars 2012 sur Séries+

- États-Unis : 7,423 millions de téléspectateurs[6]

- Mark-Paul Gosselaar : Garrett Fairfield
- Warren Kole : Sumner Fairfield
- Maxine Bahns : Jocelyn Fairfield
- Peter Onorati : Robert Colburn

### Épisode 6:Meurtre au féminin
- États-Unis : 16 août 2010 sur TNT
- France : inconnu sur TPS Star
- Québec : 16 mars 2012 sur Séries+

- États-Unis : 6,494 millions de téléspectateurs[7]

### Épisode 7:Course contre la montre
- États-Unis : 23 août 2010 sur TNT
- France : inconnu sur TPS Star
- Québec : 23 mars 2012 sur Séries+

- États-Unis : 6,732 millions de téléspectateurs[8]

### Épisode 8:Le Retour du chirurgien
- États-Unis : 30 août 2010 sur TNT
- France : inconnu sur TPS Star
- Québec : 30 mars 2012 sur Séries+

- États-Unis : 6,424 millions de téléspectateurs[9]

- Scottie Thompson

### Épisode 9:La Bête en moi
- États-Unis : 6 septembre 2010 sur TNT
- France : inconnu sur TPS Star
- Québec : 6 avril 2012 sur Séries+

- États-Unis : 7,239 millions de téléspectateurs[10]

### Épisode 10:État de siège
- États-Unis : 13 septembre 2010 sur TNT
- France : inconnu sur TPS Star
- Québec : 13 avril 2012 sur Séries+

- États-Unis : 6,559 millions de téléspectateurs[11]

## Audiences
| Épisode | Titre original                     | Titre français             | Date de diffusion originale | Audiences aux États-Unis (TNT) |
| ------- | ---------------------------------- | -------------------------- | --------------------------- | ------------------------------ |
| 1       | See One, Do One, Teach One         | L'Apprenti                 | 12 juillet 2010             | 7.55                           |
| 2       | Boston Strangler Redux             | L'Étrangleur de Boston     | 19 juillet 2010             | 7.27                           |
| 3       | Sympathy for the Devil             | Le Diable au corps         | 26 juillet 2010             | 6.55                           |
| 4       | She Works Hard for the Money       | Frais de scolarité         | 2 août 2010                 | 6.61                           |
| 5       | Money for Nothing                  | Les frères ne se tuent pas | 9 août 2010                 | 7.42                           |
| 6       | I Kissed a Girl                    | Meurtre au féminin         | 16 août 2010                | 6.49                           |
| 7       | Born to Run                        | Course contre la mort      | 23 août 2010                | 6.73                           |
| 8       | I'm Your Boogie Man                | Le Retour du chirurgien    | 30 août 2010                | 6.42                           |
| 9       | The Beast in Me                    | La Bête en moi             | 6 septembre 2010            | 7.24                           |
| 10      | When the Gun Goes Bang, Bang, Bang | État de siège              | 13 septembre 2010           | 6.56                           |